# Créole dominiquais
 (mars 2019).
Si vous disposez d'ouvrages ou d'articles de référence ou si vous connaissez des sites web de qualité traitant du thème abordé ici, merci de compléter l'article en donnant les références utiles à sa vérifiabilité et en les liant à la section « Notes et références ».

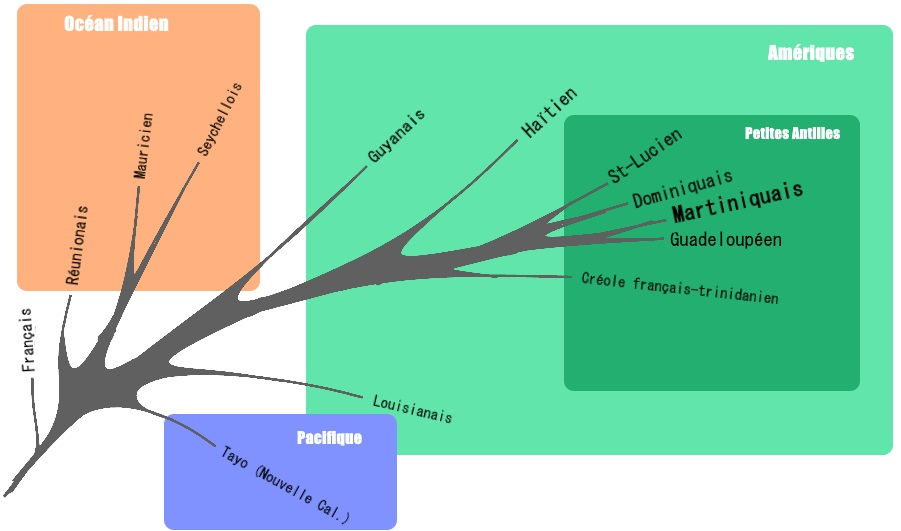
Parenté entre créoles à base lexicale française.

Le créole dominiquais est un créole à base lexicale française, parlé à la Dominique.
C'est une variété du créole de la Martinique et de la Guadeloupe.

## Origine du créole dominiquais
- Si vous ne connaissez pas le sujet, laissez ce bandeau (vous pouvez alors contacter les auteurs).
- Si vous supprimez le contenu mis en cause (vous pouvez préalablement contacter les auteurs),

argumentez précisément cette suppression dans la page de discussion
(un manque de référence n'est pas un argument ; une recherche réelle de référence doit avoir été effectuée, être formellement documentée).
Le créole dominiquais est une variété du créole antillais. Il y a deux classements dans les Antilles : créole haïtien et créole antillais, alors que les deux sont mutuellement compris par les locuteurs de ces deux créoles. En 1635, les Français s’emparent de la Guadeloupe et de la Martinique et commencent à établir des sociétés sucrières. La Dominique, quant à elle, n'avait pas été colonisée, toutes les tentatives ayant échoué. Avant 1690, des bûcherons (anglais et français) avaient voyagé à la Dominique pour ses ressources forestières.
Par la suite, des Français provenant de Martinique et de Guadeloupe et leurs esclaves s'installent à la Dominique en établissant de petites exploitations de café, de coton, de bois et de tabac. Le créole se développe parmi les esclaves (le créole dominiquais étant issu des créoles guadeloupéen et martiniquais) et, par la suite, s'enrichit de mots amérindiens et anglais.
Dorénavant installé, le créole demeurerait jusqu’au présent. Malgré le transfert de l’île aux Anglais et l'ajout de mots anglais, le créole reste fortement français en Dominique et en dépit de ce que l’on dit, il trouve sa place au centre de la culture dominiquaise. Comme le créole dominiquais provient du mélange de deux créoles (Guadeloupe et Martinique), on peut y retrouver des éléments qui en proviennent.
Le sous-développement du système routier dominiquais entrava pendant longtemps le développement de l'anglais, langue officielle du pays, dans les villages isolés, où le créole resta l'unique langue parlée.

## Alphabet
| Créole | Transcription API | Prononciation standard |
| ------ | ----------------- | --- |
| g      | g                 | Toujours dur, comme dans le mot « gorge ». |
| h      | h                 | aspiré, comme en anglais. |
| i      | i                 | remplace parfois le u français. |
| j      | ʒ                 | remplace le g mouillé. Ainsi, manger devient en créole manjé.                                                                                       |
| k      | k                 | remplace le c dur, q, k. |
| w      | w                 | w remplace dans certains mots le r français, mais en créole ce sont deux lettres différentes.                                                       |
| s      | s                 | remplace le c cédille ou ss français, jamais prononcé z.                                                                                            |
| y      | j                 | ne scinde pas en deux le son et se rattache directement à celui-ci. Ainsi camion sera prononcé /ca-mion/ (2 syllabes) et non ca-mi-on (3 syllabes). |
| z      | z                 | remplace le s sonore (s simple entre voyelles). |
| an     | ɑ̃                 | nasalisé. |
| àn     | an                | assez rare, se prononce comme âne en français (sans nasalisation).                                                                                  |
| ann    |                   | an français suivi d'un n (comme dans en-nui en français).                                                                                           |
| anm    |                   | an français suivi d'un m. |
| ay     | aj                | prononcé comme « aïe », jamais comme è ou -eill. |
| in     | in                | jamais nasalisé. |
| en     | ɛ̃                 | toujours nasalisé. |
| enn    | ɛ̃n                | |
| on     | ɔ̃                 | on français. |
| onm    | ɔ̃m                | on français suivi d'un m. |
| onn    | ɔ̃n                | on français suivi d'un n. |
| ch     | ʃ                 | comme dans chyen ou chaplé (chapelet). |
| a      |                   | comme après-midi |
| b      |                   | comme boule |
| f      |                   | comme falaise |
| d      |                   | comme doudou |
| m      |                   | comme mois |
| n      |                   | comme nouvèl |
| Ò      |                   | comme objet |
| R      |                   | comme radio |
| P      |                   | comme papa |
| T      |                   | comme tête |
| V      |                   | comme voitures |
| W      |                   | comme utilisé en anglais |

## Numéros

### Cardinaux
| 0 | nòt/zéwo |
| 1 | yon      |
| 2 | dé       |
| 3 | twa      |
| 4 | kat      |
| 5 | senk     |
| 6 | sis      |
| 7 | sèt      |
| 8 | wit      |
| 9 | nèf      |

| 10 | dis        |
| 11 | wonz       |
| 12 | douz       |
| 13 | twèz       |
| 14 | katòz      |
| 15 | kinz\tjenz |
| 16 | sèz        |
| 17 | disèt      |
| 18 | dizwit     |
| 19 | diznèf     |

| 20 | ven      |
| 21 | ventéyon |
| 22 | venndé   |
| 23 | venntwa  |
| 24 | vennkat  |
| 25 | vennsenk |
| 26 | vennsis  |
| 27 | vennsèt  |
| 28 | venntwit |
| 29 | ventnèf  |

| 30 | twant     |
| 31 | twantéyon |
| 32 | twantdé   |
| 33 | twantwa   |
| 34 | twantkat  |
| 35 | twantsenk |
| 36 | twantsis  |
| 37 | twantsèt  |
| 38 | twantwit  |
| 39 | twantnèf  |

| 40 | kawant     |
| 41 | kawantéyon |
| 42 | kawantdé   |
| 43 | kawantwa   |
| 44 | kawantkat  |
| 45 | kawantsenk |
| 46 | kawantsis  |
| 47 | kawantsèt  |
| 48 | kawantwit  |
| 49 | kawantnèf  |

| 50 | senkant     |
| 51 | senkantéyon |
| 52 | senkantdé   |
| 53 | senkantwa   |
| 54 | senkantkat  |
| 55 | senkantsenk |
| 56 | senkantsis  |
| 57 | senkantsèt  |
| 58 | senkantwit  |
| 59 | senkantnèf  |

| 60 | swasant     |
| 61 | swasantéyon |
| 62 | swasantdé   |
| 63 | swasantwa   |
| 64 | swasantkat  |
| 65 | swasantsenk |
| 66 | swasantsis  |
| 67 | swasantsèt  |
| 68 | swasantwit  |
| 69 | swasantnèf  |

| 70 | swasantdis    |
| 71 | swasantwonz   |
| 72 | swasantdouz   |
| 73 | swasanttwèz   |
| 74 | swasantkatòz  |
| 75 | swasantkenz   |
| 76 | swasantsèz    |
| 77 | swasantdisèt  |
| 78 | swasantdizwit |
| 79 | swasantdiznèf |

| 80 | katwèven      |
| 81 | katwèventéyon |
| 82 | katwèvendé    |
| 83 | katwèventwa   |
| 84 | katwèvenkat   |
| 85 | katwèvensenk  |
| 86 | katwèvensis   |
| 87 | katwèvensèt   |
| 88 | katwèvenwit   |
| 89 | katwèvennèf   |

| 90 | katwèvendis    |
| 91 | katwèvenwonz   |
| 92 | katwèvendouz   |
| 93 | katwèventwèz   |
| 94 | katwèvenkatòz  |
| 95 | katwèvenkenz   |
| 96 | katwèvensèz    |
| 97 | katwèvendisèt  |
| 98 | katwèvendizwit |
| 99 | katwèvendiznèf |

| 100   | san      |
| 200   | dé san   |
| 300   | twa san  |
| 400   | kat san  |
| 500   | senk san |
| 600   | sis san  |
| 700   | sèt san  |
| 800   | wit san  |
| 900   | nèf san  |
| 1 000 | mil      |

| 2 000   | dé mil   |
| 3 000   | twa mil  |
| 4 000   | kat mil  |
| 5 000   | senk mil |
| 6 000   | sis mil  |
| 7 000   | sèt mil  |
| 8 000   | sit mil  |
| 9 000   | sèf mil  |
| 10 000  | di mil   |
| 100 000 | san mil  |

1 234 = yon mil + dé san + twantkat
30 153 = twant mil + san + senkantwa
412 489 = (kat san douz)mil + kat san + katwèvennèf
12 356 734 = (douz) milyon + (twa san+senkantsis)mil + sèt san+twantkat

### Ordinaux
1 = pwémyè
2 = dézyènm
3 = twazyènm
Tous les autres sont formés comme ci : Numéro + [yènm]

## Pronoms personnels
| Français          | Créole             | Remarques                                                                             |
| Je                | Man, Mwen, An, Mon | Les quatre formes sont parfaitement synonymes                                         |
| Tu                | Ou/Vou             |                                                                                       |
| Il (genre neutre) | I                  | Le créole possède un pronom neutre qui peut être à la fois synonyme de il ou de elle. |
| Il (masculin)     | Misyé              | Exemple : Musyeu pa djè ni tan: il n'a pas beaucoup de temps.                         |
| Elle              | Manmzèl            | Exemple : Manmzèl pa djè enmen jwé : elle n'aime pas beaucoup jouer                   |
| Nous              | Nou                |                                                                                       |
| Vous (pluriel)    | Zòt, Zò            | Il ne s'agit pas d'un "vous" de vouvoiement. Zò est utilisé en Guadeloupe             |
| Ils/Elles         | Yo                 | Exemple : Yo ka Jwé : ils jouent.                                                     |

Pour la 3e personne du singulier neutre "I" il est à noter également que contrairement à d'autres créoles antillais, l'utilisation de "li" en pronom personnel non-réfléchi est quasiment absente.

## Verbes

### Structure générale
La proximité des verbes créoles avec ceux en français faciliteront leur apprentissage par les francophones. Il y a des verbes bien connus pour leur usage fréquent en créole. Comme le créole s’est fait par la fusion de différentes langues et cultures, la prononciation est la base de formation du langage. Le négatif se forme en ajoutant le "pa" devant le verbe alors qu'il y a deux exceptions : vlé (lé) = vouloir / pé = pouvoir : à noter que la négation est une exception pour « lé » et « pé » qui deviennent « lé pa » et « pé pa »
| Francais | Kwéyòl | PLus d'info                                       |
| -------- | ------ | ------------------------------------------------- |
| Être     | Sé /Yé | Provien de "C'est" et "Y est"                     |
| Tenir    | NI     | Utiliser plus comme le verbe avoir                |
| Donner   | bay    | Provenant de bailler qui était utilisé à l'époque |
| Vouloir  | vlé/lé |                                                   |
| Pouvoir  | pé     |                                                   |

### Les temps des verbes
Tous les verbes en créoles se construisent avec des prédicats excepté quelques exceptions qui ne nécessitent pas la présence de ka.
| Verbe                   | Français       | Présent            | Passé            | Impératif                 | Futur            | Futur proche       | Conditionnel              | Traduction                          |
| ----------------------- | -------------- | ------------------ | ---------------- | ------------------------- | ---------------- | ------------------ | ------------------------- | ----------------------------------- |
| ni, tini(En Guadeloupe) | avoir          | Mwen ni            | Mwen té ni lajan | Mwen té ka ni lajan       | Mwen ké ni lajan | Mwen k'ay ni lajan | Mwen té ké ni lajan       | J'ai, j'ai eu, j'aurai de l'argent. |
| enmé/émé                | aimer          | Mwen enmé'w        | Mwen té enmé'w   | Mwen té ka enmé'w         | Mwen ké enmé'w   | Mwen k'ay enmé'w   | Mwen té ké enmé'w         | Je t'aime.                          |
| sav(é)                  | savoir         | Mwen sav           | Mwen té sav      | Mwen té ka savé           | Mwen ké sav      | Mwen k'ay savé     | Mwen té ké savé           | Je sais, j'ai su, je saurai         |
| hayi                    | haïr, détester | Mwen hayi misyé    | Mwen té hayi li  | Mwen té ka hayi misyé     | Mwen ké hayi li  | Mwen k'ay hayi li  | Mwen té ké hayi misyé     | Je déteste ce gars.                 |
| konèt                   | connaître      | Mwen konèt boug-la | Mwen té konèt li | Mwen té ka konnèt boug-la | Mwen ké konèt li | Mwen k'ay konnèt   | Mwen té ké konnèt boug-la | Je connais ce gars.                 |

Des exemples :
| Mwen sé Pyè        | Je suis Pierre.              |
| Mwen ni di dola    | J’ai dix dollars.            |
| Ou sé Jak          | T’es Jacque                  |
| Pol é Mwen sé fwè  | Paul et Moi sont des frères. |
| Nonm nwè-a mwen yé | Un homme noir, j’y suis un.  |

## Articles

### Article défini
L’article défini s'ajoute après le nom, ce qui diffère de la syntaxe française. « la » suit les noms qui se terminent avec une consonne ou « y ». Dans les autres cas, donc lorsqu’un nom se termine avec une autre voyelle que « y », il est suivi par « a » seulement.
| Nonm-la  | L’homme   |
| Fanm-la  | La Femme  |
| Payay-la | La papaye |
| Lawi-a   | La rue    |
| Zaboka-a | L’Avocat  |

### Article indéfini
L’article indéfini a deux formes. Le masculin « yon » et la féminine « yonn » par exemple.
| Yonn tab | Une table |
| Yon nonm | Un homme  |

### Pluriel
Le pluriel de l'article se forme en ajoutant « sé + nom + la/a ». La même règle applique en mettant l’article défini après le nom.
| Sé nonm la   | Les hommes   |
| Sé fanm la   | Les femmes   |
| Sé timoun la | Les enfants. |
| Sé lawi-a    | Les rues     |

## Interrogation
L'interrogation directe est simplement indiquée par l'intonation. Ex. Ou malad ? « Vous êtes malade ? »
L'interrogation indirecte repose sur l'emploi de mots interrogatifs.
| Kwéyòl          | Français      |
| --------------- | ------------- |
| ki              | qui           |
| kimoun\kilès    | qui est       |
| kijan\Kimannyè  | Comment       |
| Kilè\Kitan      | Quand         |
| Kisa            | Qu'est ce que |
| Pouki/Poutji    | Pourquoi      |
| Konmen/Konmbyen | Combien       |
| Koté            | où            |
| Ès\Èské         | Est-ce que    |

Note: « ki » n’est normalement pas utilisé seul mais en combinaison avec d'autres mots par élision.
| Kwéyòl                  | Français                    |
| ----------------------- | --------------------------- |
| Kimoun ou yé?           | Qui es tu?                  |
| Koté ou ka alé          | Où vas tu?                  |
| Kijan ou yé?            | Comment vas tu?             |
| Kilè i yé?              | Quelle heure est-il?        |
| Konmen sa?              | Combien pour ça?            |
| Es ou Donmnitjè         | Es tu Dominiquais?          |
| Kisa ou fè la           | Qu'est ce que tu fais là?   |
| Pouki ou mandé mwen sa? | Pourquoi tu me demandes ça? |

## Éléments de vocabulaire

### Jours de la semaine
| Les jours de la semaine |         |          |           |          |          |              |
| pwémyè                  | dézyènm | twazyènm | katwiyènm | senkyènm | sisyènm  | sètyènm      |
| dimanch                 | Lendi   | Madi     | Mèkwédi   | Jédi     | Vandwédi | Sanmdi/Sabat |

### Mois de l'année
| Mois de l’année |
|                 |
| Janvyè          |
| Fèvwiyé         |
| Mas             |
| Avwil           |
| Mé              |
| Jwen\Jen        |
| Jwiyè\Jiyè      |
| Out\awou        |
| Sétanm          |
| Òktob           |
| Novanm          |
| Désanm          |

### Couleurs
| Rouge    | Wouj       |
| Noir     | Nwè        |
| Blanc    | Blan       |
| Gris     | Gwi        |
| Violette | Vyolèt     |
| Orange   | Zòwanj     |
| Jaune    | Jòn        |
| Bleu     | Blé        |
| Brun     | Kako/mawon |
| Vert     | Vè         |
| Rose     | Wòzé       |

## Textes L'Évangile selon Marc en créole dominiquais
CHAPIT I
Pwèch Jan Batis
(Mt.3:1-12. Lk.3:l-19. Jn.1:19-28)
1. Koumansman lévanjil Jézi Kwi, Gason Bondyé. 2. Dapwé I ékwi andan liv pwofèt Izéya(Izayi): "Gadé, mwen ka voyé konmisyonnè mwen douvan'w; I ké pwépawé chimen-a ba'w." 3. Vwa yon moun ki ka
kwiyé andan désè-a: "Pwépawé chimen Bondyé, fè wout li dwèt." 4. Jan Batis pawèt andan plas mawonaj-la. I té ka annonsé yon batenm wépantans pou padonné péché. 5. Epi tout Jidé, épi tout moun Jéwizalèm té ka alé oti'y épi I té ka batizé yo andidan layvyé Jòdann apwé yo té konfésé péché yo. 6. Had Jan té fèt èvè lapo chamo épi I té ni yon tiwi won wen'w. I té ka manjé kwitjèt épi myèl sovaj. 7. Mi sé sa I annonsé: "I ni on Lòt ki ké vini apwé mwen, on lòt ki pli fò ki mwen; m'a vo asé pou bésé délasé  soulyé'y." 8. Mwen, mwen ka batizé zò épi dlo. Mé li, I ké batizé zò épi li Sentèspwi.
Batenm É Tentasyon
(Mt.3:13-17. Lk.3:21-22)
9. Sé jou sala, Jézi sòti wivé hòd Nazawèt, yon vilaj an péyi Jidé. Jan Batis batizé'y andan layvyè Jòdann-la. 10. Lamenm, kon I té ka sòti an dlo-a I wè syèl-la ouvè épi li Sentèspwi kon yon toutouwèl désann asou'y. 11. Épi yon vwa ki sòti an syèl di: "Ou sé gason mwen ki mwen enmen(émé) anpil, ou ka fè mwen plézi." 12. An menm èstan li Sentèspwi fè'y alé an désè-a. 13. Epi I wèsté la kawant jou; épi zanj té ka soulajé'y.
Jézi kwiyé kat moun ki té ka fè lapèch
(Mt.4:18-22. Lk.5:1-11)
14. Apwé yo té mété Jan Batis lajòi, Jézi vini an Galilé ka pwéché lévanjil wéyonm Bondyé. 15. I di: "Lè-a vivé; wéyonm Bondyé byen pwé; wépanti épi kwè an iévanjil-la. 16. Pandan I té ka maché pwé lanmè Galilé I wè Simon épi fwè'y, André. Yo té ka jété senn yo an lanmè-a pas yo té péchè. 17. Jézi di yo: "Swiv mwen, épi mwen ké fè zò péché moun." 18. Lamenm yo kité senn yo épi yo swiv li. 19. Apwé I alé yon tibwen pli lwen, I wè Jak, gason Zèbidi, épi Jan, fwè'y. Yo té an yon kannòt ka wépawé senn yo. 20. I  wiyé yo. Lamenm, yo kité papa yo Zèbidi an kannòt-la èvè sé nonm la ki té ka twavay ba'y, épi yo swiv Jézi.
Yon nonm ki té ni yon mové zèspwi
(Lk. 4:31-37)
21. Apwé sa, yo wantwé an vilaj Kapanéam. Lamenm, jou sabat-la I wantwé an iégliz-ia épi I koumansé enstwi sé moun-la. 22. Yo té étonné tann sa I té ka moutwé yo, pas I té ka enstwi kon yon moun ki ni lotowité, mé pa kon sé avoka-a. 23. Andidan légliz-la, lè sa-a, I té ni yon nonm ki té posédé di yon mové
zèspwi ki té ka kwiyé: 24. "Ki sa ou vlé hòd nou, Jézi, moun Nazawèt! Es ou vini détwi nou? Mwen konnèt ki moun ou yé. Ou sé konmisyonnè sen di Bondyé." 25. Jézi wéponn li: "Pé bouch ou épi sòti andidan nonm-la." 26. Mové Zèspwi-a ba nonm-la yon sézisman épi apwé I wouklé I sòti hòd li. 27. Moun té tèlman étonné yo koumansé mandé yonn é lòt sa sa yé. Yo di: "Eben, mi yon montwans ki nèf é ki ni lotowité pou sipòté'y. I ka koumandé menm zèspwi sal épi yo ka obéyi'y." 28. Epi lamenm wépitasyon'y wivé tou won Galilé.
Jézi djéwi anpil moun malad
(Mt.8:14-17. Lk.4:38-41)
29. Kon yo kité légliz-la, I épi Jan é Jak wantwé an kay Simon épi André. 30. Bèlmè Simon té kouché épi lafyèv. Yo di'y sa. 31. I vini épi I pwen madam-la pou (édé/endé)'y lévé. Lamenm, lafyèv-la kité'y épi I koumansé wann yo sèvis. 32. Jou Sala, apwé soléy kouché, yo mennen oti'y tout moun ki té malad épi tout moun ki té posédé èvè mové zèspwi. 33. Tout lavil-la té sanmblé douvan lapòt-la. 34. Epi I djéwi anpil moun ki té ni tout sòt maladi épi I chasé anpil démon. Mé I pa kité sé démon-a palé pas yo té konnèt ki moun I yé.
Jézi maché fè Bon Nouvèl-la piblik an Galilé.
(Lk.4:42-44)
35. Lendèmen maten, I lévé lontan avan jou ouvè épi I alé wèsté an yon plas apa, lwen kay moun, pou'y pwédyé. 36. Simon épi lézòt kanmawad-Ii sòti ka chaché'y. 37. Lè yo iwenn li, yo di'y: "Tout moun ka chaché'w." 38. 1 wéponn yo: "Annou alé dòt koté, an sé vilaj-la anlantou, pou mwen pwéché la osi, pas sé pou sa mwen vini." 39. Epi I pwéché an tout légliz tou won Galilé, épi I chasé anpil mové zèspwi.
Jézi djéwi yon nonm ki té ni lad
(Mt.8:1-4. Lk.5:2-16.)
40. Epi yon nonm ki té ni lad vini tonbé ajounou douvan pyé'y. I mandé'y soukou. I di'y: "Si ou vlé ou kapab djéwi mwen." 41. Jézi santi pityé pou'y. I mété lanmen'y asou'y épi I di'y: "Mé wi, mwen vlé'w djéwi! Vini pwòp." 42. Epi an menm èstan lad-la sòti an kò'y épi I wèsté nèt. 43. Jézi vèti'y avan I voyé'y alé. 44. I di'y: "Pengad! Pa di pèsonn sa ki fèt, mé alé moutwé pè-a kò'w épi fè ofwan pou djéwizon'w ki
Moyiz òdonné zò fè. Konsa ou ké ba tout moun pwèv ou djéwi." 45. Nonm-la alé, mé I koumansé palé asou sa san sès. I wakonté sa toupatou ki lakòzyonné ki Jézi paté sa wantwé piblikman an népòt vilaj, mé I té oblijé wèsté an plas apa. Menm sa, moun té ka sòti toupatou vini oti'y.